# Laphria frommeri
Laphria frommeri är en tvåvingeart som beskrevs av Joseph och Parui 1981. Laphria frommeri ingår i släktet Laphria och familjen rovflugor. Inga underarter finns listade i Catalogue of Life.